# Конвой H-17
Конвой H-17 — японський конвой часів Другої світової війни, проведення якого відбувалось у лютому 1944-го.
H-17 належав до серії конвоїв, які в 1943—1944 роках ходили між важливим транспортним хабом у Манілі та островом Хальмахера зі складу Молуккського архіпелагу (північний схід Нідерландської Ост-Індії), який, зокрема, відігравав важливу роль у постачанні японських сил на заході Нової Гвінеї.
Маршрут конвою простежується від острова Себу (центральна частина Філіппінського архіпелагу), звідки 14 лютого 1944-го рушив загін у складі транспортів «Нагата-Мару» (відомо, що він вийшов з Маніли 11 лютого), «Одацукі-Мару» та «Чоджо-Мару» (Chojo Maru) під охороною переобладнаного мисливця за підводними човнами «Кьо-Мару № 2». Цього разу японські кораблі прямували уздовж східного узбережжя Філіппін.
Ввечері 15 лютого 1944-го у Філіппінському морі дещо більш ніж за півтори сотні кілометрів на південний схід від Сурігао американський підводний човен USS Tinosa торпедував та потопив «Одацукі-Мару». Загинуло 6 членів екіпажу та 4 пасажири, при цьому порятунок вцілілих провів «Нагата-Мару».
За дві години по опівночі 16 лютого 1944-го в районі за вісім десятків кілометрів від першої атаки USS Tinosa торпедував та потопив «Чоджо-Мару», що перевозив понад вісім сотень військовослужбовців. Разом з транспортом загинуло 748 пасажирів та 107 членів екіпажу.
Після опівдня 16 лютого 1944-го до ескортування єдиного вцілілого транспорту «Нагата-Мару» долучився переобладнаний мисливець за підводними човнами «Кьо-Мару № 13», а в другій половині 17 лютого ескорт підсилив тральщик W-4, що до того йшов із зустрічним конвоєм M-12. 18 лютого конвой досягнув затоки Кау на острові Хальмахера (є відомості, що на останньому етапі переходу «Кьо-Мару № 2» та «Кьо-Мару № 13» прямували окремо, але прибули до Кау тієї ж доби).